# NGC 6090
NGC 6090 é uma galáxia espiral (Sab) localizada na direcção da constelação de Draco. Possui uma declinação de +52° 27' 28" e uma ascensão recta de 16 horas, 11 minutos e 40,7 segundos.
A galáxia NGC 6090 foi descoberta em 24 de Junho de 1887 por Lewis A. Swift.